# Don't Bore Us, Get to the Chorus!
Don't Bore Us, Get to the Chorus! Roxette's Greatest Hits is het tweede verzamelalbum van het Zweedse duo Roxette, uitgegeven op 30 oktober 1995 door EMI. Speciaal voor dit album zijn vier nieuwe liedjes geschreven, waarvan er drie zijn uitgebracht op single, namelijk "June Afternoon", "You Don't Understand Me" en "She Doesn't Live Here Anymore".
De single "Almost Unreal" is tevens uitgebracht op de soundtrack van Super Mario Bros. en nu dus voor het eerst op een album van Roxette.
Co-auteur van "You Don't Understand Me" is Desmond Child, een bekend liedjesschrijver uit de Verenigde Staten. Het nummer was eigenlijk bedoeld voor gebruik door andere artiesten. Per Gessle besloot het lied te behouden en in te laten zingen door Marie Fredriksson, wat een groot succes bleek.
De grote hit "It Must Have Been Love" uit 1990 was tot uitgifte van dit album op nog geen enkel ander album van Roxette verschenen. Overigens kwam de originele versie van "It Must Have Been Love (Christmas For The Broken Hearted)" uit 1987 en is in 1997 voor het eerst verschenen op een heruitgave van Pearls of Passion.

## Tracklist
Op "I Don't Want To Get Hurt" na, zijn alle nummers tussen 1988 en 1996 op single uitgebracht.

| 1.                 | June Afternoon                                                  | 04:13 |
| 2.                 | You Don't Understand Me (Tekst van Desmond Child en Per Gessle) | 04:28 |
| 3.                 | The Look                                                        | 03:57 |
| 4.                 | Dressed For Success                                             | 04:12 |
| 5.                 | Listen to Your Heart (Swedish Single Edit)                      | 05:14 |
| 6.                 | Dangerous (Single Version)                                      | 03:48 |
| 7.                 | It Must Have Been Love (Van de Pretty Woman Soundtrack)         | 04:19 |
| 8.                 | Joyride (Single Edit)                                           | 04:00 |
| 9.                 | Fading Like A Flower (Every Time You Leave)                     | 03:52 |
| 10.                | The Big L                                                       | 04:29 |
| 11.                | Spending My Time                                                | 04:38 |
| 12.                | How Do You Do!                                                  | 03:12 |
| 13.                | Almost Unreal (Van de Super Mario Bros. Soundtrack)             | 03:59 |
| 14.                | Sleeping In My Car (Single Edit)                                | 03:33 |
| 15.                | Crash! Boom! Bang! (Single Edit)                                | 04:26 |
| 16.                | Vulnerable (Single Edit)                                        | 04:28 |
| 17.                | She Doesn't Live Here Anymore                                   | 04:05 |
| 18.                | I Don't Want To Get Hurt                                        | 04:19 |
| Totale duur: 75:19 |                                                                 |       |